# باش محله
باش محله یک روستا در شمال شرقی ایران است که در دهستان سنگر (فاروج) در خراسان شمالی واقع شده‌است. 
زبان روستای باش محله کرمانجی است .  